# Judith Peres
Judith Elisa Peres (* 1984 in München) ist eine deutsche Schauspielerin, Musicaldarstellerin, Operettensängerin und Synchronsprecherin.

## Leben
Judith Peres absolvierte 2010 den Diplom-Studiengang Musical an der Bayerischen Theaterakademie August Everding in München, nachdem sie zuvor schon seit dem 11. Lebensjahr die Theater- und Musikgruppe des dortigen Oskar-von-Miller-Gymnasiums besucht hatte.
Erste Engagements in Musicalproduktionen hatte Peres bereits während ihres Studiums bei der Liechtenstein Musical Company (u. a. Sally Bowles in „Cabaret“). Nach ihrem Abschluss (mit der Rolle der Joanne im Musical „Rent“) folgten bald weitere Musical-Rollen an diversen Bühnen (inkl. Freilichtspiele) im deutschsprachigen Raum (u. a. Lilli Vanessi / Kate in „Kiss Me, Kate“). Später kamen auch Engagements in Operette und Schauspiel hinzu (u. a. Marei in „Der Brandner Kaspar“).
Einer ihrer bisher größten  Erfolge war die Titelrolle im Volksstück „Die Geierwally“ (Kreuzgangspiele Feuchtwangen, 2019), für die sie auch den Theaterpreis der Fränkischen Landeszeitung erhielt.
Seit 2014 steht Peres regelmäßig auch in diversen TV-Produktionen vor der Kamera (darunter Erfolgsformate wie „Hubert & Staller“, „Soko 5113“ und „Die Rosenheim-Cops“), seit 2018 ist sie außerdem in Synchronisation und Voiceover tätig.
Darüber hinaus realisiert sie mit ihrer 2018 gegründeten Produktionsfirma neue Musiktheaterformate („Kriminaltango“/ Hofspielhaus München, 2018) sowie Voiceover-Produktionen und ist jüngst auch als Choreographin aktiv („Brandner Kaspar“/ Münchner Künstlerhaus, 2019).
Peres heiratete am 24. September 2021 den Schauspieler Julian Bayer.

## Theater
- 2008: Cabaret (Musical) – Sally Bowles – Regie: Monica Wild – Liechtenstein Musical Company, Balzers
- 2010: Rent (Musical) – Joanne – Regie: Stefan Huber – Deutsches Theater München
- 2010: Grease (Musical) – Sandy – Regie: Adrian Hochstrasser – Liechtenstein Musical Company, Balzers
- 2010: Trouble in Tahiti (Oper) – Dinah – Regie: Kathrin Ackermann / Musikal. Leitung: David Stahl – Prinzregententheater, München
- 2010/2011: Grease (Musical) – Rizzo – Regie: Marina Macura – Le Théâtre, Kriens-Luzern
- 2011: Rent (Musical) – Maureen (Cover), Ensemble – Regie: Udo Schürmer – Schlossfestspiele Ettlingen
- 2011/2012: Hair (Musical) – Sheila – Regie: Marina Macura – Le Théâtre, Kriens-Luzern
- 2012: Sugar (Musical) – Ensemble – Thomas Unruh – Freilichtspiele Schwäbisch Hall
- 2012: Faust (Schauspiel) – Ensemble – Regie: Christoph Biermaier – Freilichtspiele Schwäbisch Hall
- 2012/2013: PlayMe – The Musical Game (DSE) (Musical) – Nina – Regie: Michael Heinicke – Theater Chemnitz (Opernhaus)
- 2013: Z – The Musical of Zorro (DSE) (Musical) – Carlotta – Regie: Marcel Krohn – Clingenburg Festspiele, Klingenberg am Main
- 2014: Hair (Musical) – Sheila – Regie: Gerhard Weber – Landestheater Trier
- 2014: Grease (Musical) – Cha-Cha, Rizzo (Cover) – Regie: David Gilmore – Tournee (Deutschland, Österreich, Schweiz) / Musical Tommy GmbH
- 2015: The Sound of Music (Musical) – Ensemble – Regie: Andreas Gergen – Prinzregententheater, München (Produktion des Salzburger Landestheaters)
- 2015: Der Brandner Kaspar und das ewig’ Leben (Schauspiel/Volksstück) – Marei – Regie: Johannes Kaetzler – Kreuzgangspiele Feuchtwangen
- 2015/2016: Im weißen Rössl (Operette/Singspiel) – Josepha Vogelhuber – Regie: Thomas Goritzki – Stadttheater Gießen
- 2017: Kiss Me, Kate (Musical) – Lilli Vanessi – Regie: Johannes Kaetzler – Kreuzgangspiele Feuchtwangen
- 2017/2018: Die Fledermaus (Operette)  – Ida – Regie: Andreas Weirich (nach Leander Haußmann, Helmut Lehberger) – Bayerische Staatsoper, München
- 2018: Selbst ist die Frau (Schauspiel/Volksstück) – Veronika – Thomas Stammberger – Stadthalle Viechtach (wwproduction GmbH, BR)
- 2018/2019: Kriminaltango (UA) (Krimi-Revue) – Caterina Valente – Regie: Andreas Weirich – Hofspielhaus München
- 2019: Die Geierwally (Schauspiel/Volksstück) – Walburga Stromminger (Geierwally) – Regie: Johannes Kaetzler – Kreuzgangspiele Feuchtwangen
- 2019/2020: Der Brandner Kaspar (UA) (Schauspiel/Volksstück/Singspiel) – Ambra / Hexe Rockadirl / Engel Gitti – Regie: Thomas Stammberger – Münchner Künstlerhaus am Lenbachplatz & Theater an der Rott, Eggenfelden

## Filmografie

### Schauspiel
- 2014–2020: Aktenzeichen XY … ungelöst (Fernsehreihe, 4 Episoden)
- 2016: SOKO München (Fernsehserie, Episode 42x11)
- 2017: Hubert und Staller (Fernsehserie, Episode 6x12)
- 2018: Die Rosenheim-Cops (Fernsehserie, Episode 17x21)
- 2018: Das Leben in mir (Kurzfilm)
- 2019: Der Komödienstadel: Selbst ist die Frau (Fernsehfilm)
- 2019: Frühling (Fernsehserie, Episode 1x23)
- 2020: SOKO München (Fernsehserie, Episode 46x02)
- 2020: Kreuzfahrt ins Glück: Hochzeitsreise an die Ostsee

### Synchronsprecher (Auswahl)
- 2006–2007: Shijō Saikyō no Deshi Kenichi (Shijō Saikyō no Deshi Kenichi) (Zeichentrickserie)
- 2017: Die Patchworkfamilie (Bonusfamiljen) (Fernsehserie, 3 Episoden)
- 2018: Sword Art Online Alternative: Gun Gale Online (Sōdo Āto Onrain Orutanatibu Gangeiru Onrain) (Zeichentrickserie, 6 Episoden)
- 2024: Sailor Moon Cosmos (Gekijōban Bishōjo Senshi Sērā Mūn Kosumosu) (Film)

## Auszeichnungen
- 2019: Theaterpreis (Kreuzgangpreis) der Fränkischen Landeszeitung für eine herausragende künstlerische Leistung („Die Geierwally“/ Titelrolle)